# Wilfried A. Resch
Wilfried A. Resch (* 9. Januar 1960 in Graz) ist ein österreichischer Schriftsteller.

## Leben
Resch ist aufgewachsen in Kärnten und lebt seit 1980 in Wien.
Er veröffentlichte in diversen Literaturzeitungen (limes, protokolle etc.), sowie beim ORF (Hörspiel und Kurzhörspiele gemeinsam mit Ernst Wünsch).
Seit mehreren Jahren arbeitet er am Romanprojekt „ZZZAPPP“, dessen 1. Teil, Rhoems letzte Welten, im Jahre 2000 erschienen ist.

## Werke
- Brennweiten (1996) – Kurzgeschichten
- Auslieben (1996) – Gedichte
- Rhoems letzte Welten – 2037 – Das 1. Buch ZZZAPPP (2000)